# Dreamlover
Dreamlover (englisch für „Traumliebhaber“) ist ein Lied der US-amerikanischen Sängerin Mariah Carey, das im Juli 1993 erschien.

## Entstehung und Veröffentlichung
Geschrieben und produziert wurde das Lied von der Interpretin selbst, zusammen mit Dave Hall. Bei der Produktion erhielten die beiden Unterstützung durch Walter Afanasieff.
Die Erstveröffentlichung von Dreamlover erfolgte als Single am 27. Juli 1993 bei Columbia Records. Diese erschien in seiner Standardausführung als CD-Maxi-Single mit den B-Seiten Do You Think of Me und Someday (Katalognummer: 659444 2). Am 31. August desselben Jahres erschien das Lied als Teil von Careys dritten Studioalbum Music Box (Katalognummer: 474270 2), dessen erste Singleauskopplung es ist.

## Inhalt und Stil
Während der Aufnahmen zu Music Box begann Carey, ihren Songwriting-Stil und ihre Genrewahl zu ändern, vor allem bei Dreamlover, dass das einzige Stück mit R&B und leichten Hip-Hop-Einflüssen ist. Carey wollte einen gesampelten Loop aus einem älteren Titel in Dreamlover einbauen, ihren zweiten Titel, der dies tat. Sie und Hall überprüften mehrere ältere Melodien und entschieden sich für Blind Alley (1972) von den Emotions. Dieser wurde zuvor schon in Big Daddy Kanes Ain’t No Half-Steppin’ gesampelt, was Carey dazu veranlasste, das Sample für Dreamlover zu verwenden.
Obwohl Carey die Hookline im Laufe der Jahre in mehreren anderen Liedern hörte, hatte sie das Gefühl, dass sie das Sample auf eine innovativere Art und Weise verwendete. „Von dort aus haben wir den Song aufgebaut und ich habe den Text und die Melodie geschrieben und Dave hat es am Ende gemocht“, fuhr sie fort. Nachdem er das Stück fertiggestellt hatte, lobte Hall Careys Arbeitsmoral sowie Schreibweise und nannte sie eine „Perfektionistin“ und „sehr professionell“. Er erklärte, dass sie die Hook, eine Melodie und das Sample im Laufe einer Nacht in die Komposition einbauten. Der Liedtitel wurde erst am Ende der Produktion hinzugefügt. Hall sagte, dass Carey auf einzigartige Weise arbeite und in der Regel die Instrumentale und die Hookline vor dem Text und dem Titel entwickelt habe. Carey beschrieb den Schreibprozess:

“The way I usually work is I do an untitled song. We'll grab the hook, whether sampled or created, and use it as the working title. I wrote the verses first, as well as the melody and the inclusion of several instrumentals. Sometimes I'll have an idea for a lyrics. If I'm collaborating with someone, I'll direct them in the direction that I'm going chord wise, because I get all these melody ideas and then I lose them if I don't have someone really good with the keyboard with me. That's why I tend to collaborate because I lose the ideas by the time I figure out the chord. All these melody ideas just go.”

„Die Art und Weise, wie ich normalerweise arbeite, ist, dass ich einen Song ohne Titel mache. Wir schnappen uns den Hook, egal ob gesampelt oder erstellt, und verwenden ihn als Arbeitstitel. Ich schrieb zuerst die Strophen, sowie die Melodie und die Einbeziehung mehrerer Instrumentals. Manchmal habe ich eine Idee für einen Text. Wenn ich mit jemandem zusammenarbeite, dirigiere ich ihn in die Richtung, in die ich akkordisch gehe, weil ich all diese Melodieideen bekomme und sie dann verliere, wenn ich nicht jemanden habe, der wirklich gut mit dem Keyboard umgehen kann. Deshalb neige ich dazu, zusammenzuarbeiten, weil ich die Ideen verliere, wenn ich den Akkord herausgefunden habe. All diese Melodieideen gehen einfach weg.“

Als Careys damaliger Verlobter, Tommy Mottola, das Lied im Studio hörte, hatte er gemischte Gefühle. Er wandte sich an Afanasieff und bat ihn, zusätzliche Instrumentierung und „Würze“ hinzuzufügen. Afanasieff änderte das Stück auf der Produktionsebene, indem er die Art und Weise veränderte, wie das Hook-Sample in die Komposition integriert wurde und mehrere neue Instrumente hinzufügte. Er beschrieb die Änderungen an Bronson in einem Interview:

“Mariah and Dave did this loop thing which was new to us pop producers at the time. Their version of 'Dreamlover' was missing a lot of stuff. The spirit of the song was up but it wasn't hitting hard enough. I re-worked the drums, organ and keyboard. The organ and hi-hat part I changed made it a bit more swinging and a little bit more driving. I put a whole new shade of colors to it.”

„Mariah und Dave machten dieses Loop-Ding, das für uns Popproduzenten zu der Zeit neu war. In ihrer Version von 'Dreamlover' fehlte eine Menge Zeug. Der Geist des Songs war gut, aber er traf nicht hart genug. Ich überarbeitete das Schlagzeug, die Orgel und das Keyboard. Der Orgel- und Hi-Hat-Teil, den ich geändert habe, hat es ein bisschen swingender und ein bisschen treibender gemacht. Ich habe ihm einen ganz neuen Farbton gegeben.“

## Hintergrund
In einem Interview mit Fred Bronson beschrieb Carey die Arbeit mit Hall wie folgt:

“I wanted to do something that had a happy feeling, something that was more open and released, and that's really not Dave. It's very anti what he's about. So he said, 'Oh, you want to do that happy stuff? All right, all right.' He was not into doing it. Then we started listening to a lot of different and old loops and we used the 'Blind Alley' loop and I started singing the melody over it.”

„Ich wollte etwas machen, das ein glückliches Gefühl hat, etwas, das offener und lockerer ist, und das ist wirklich nicht Dave. Es ist sehr gegen das, worum es ihm geht. Also sagte er: 'Oh, du willst diese fröhlichen Sachen machen? In Ordnung, in Ordnung." Er hatte keine Lust, das zu tun. Dann fingen wir an, uns viele verschiedene und alte Loops anzuhören, und wir benutzten den 'Blind Alley'-Loop und ich fing an, die Melodie darüber zu singen.“

## Musikvideo
Das dazugehörige Musikvideo zu Dreamlover wurde unter der Regie von Diane Martel im Juni 1993 in Copake, New York, gedreht. Es wurde im November 2009 auf der Videoplattform YouTube veröffentlicht, wo es bis Mai 2025 über 35 Millionen Aufrufe zählte. Es zeigt Szenen, in denen Carey in einem kleinen Teich an einem Wasserfall schwimmt, einen bunten Heißluftballon besteigt und neben mehreren männlichen Tänzern mit nacktem Oberkörper tanzt. Zu Beginn des Videos schwimmt Carey unter Wasser, während er Kleidung trägt. Bald schnappt sie nach Luft und klettert in ein Blumenbeet darüber. Während sie sich auf einem Feld wälzt, werden Szenen unterbrochen, in denen Carey einen Heißluftballon besteigt. Ihr Hund Jack taucht auf, als er ihr durch das Feld und den Teich folgt. Nach einer kurzen Pause, in der sie mit mehreren männlichen Tänzern getanzt hat, geht Carey mit ihrem Hund, am Ende des Videos. Nachdem sie das Video gedreht hatte, verriet Carey, dass das Wasser so kalt war, dass sie sich weigerte zu schwimmen, bis der Regisseur Martel zuerst eintauchte.

## Rezeption
Der britische Musikjournalist Chris Nickson fand, dass das Musikvideo die sanfte und entspannte Natur des Liedes einfange: „Das lässige Gefühl, fast wie zusammengeschnittene Clips aus Heimvideos, fing die schulterfreie Leichtigkeit des Songs ein.“

## Kommerzieller Erfolg

### Chartplatzierungen
| ChartsChartplatzierungen       | Höchstplatzierung | Wochen |
| ------------------------------ | ----------------- | ------ |
| Deutschland (GfK)              | 39 (14 Wo.)       | 14     |
| Schweiz (IFPI)                 | 13 (16 Wo.)       | 16     |
| Vereinigte Staaten (Billboard) | 1 (29 Wo.)        | 29     |
| Vereinigtes Königreich (OCC)   | 9 (10 Wo.)        | 10     |

| ChartsJahrescharts (1993)      | Platzierung |
| ------------------------------ | ----------- |
| Vereinigte Staaten (Billboard) | 8           |

### Auszeichnungen für Musikverkäufe
| Land/Region               | Auszeichnungen für Musikverkäufe (Land/Region, Auszeichnung, Verkäufe) | Verkäufe  |
| ------------------------- | ---------------------------------------------------------------------- | --------- |
| Australien (ARIA)         | 6× Platin                                                              | 420.000   |
| Kanada (MC)               | Gold                                                                   | 40.000    |
| Neuseeland (RMNZ)         | Gold                                                                   | 5.000     |
| Vereinigte Staaten (RIAA) | Platin                                                                 | 1.000.000 |
| Insgesamt                 | 2× Gold · 7× Platin ·                                                  | 1.465.000 |

Hauptartikel: Mariah Carey/Auszeichnungen für Musikverkäufe